# Destiny (álbum de Saxon)
Destiny es el noveno álbum de estudio de la banda británica de heavy metal Saxon, publicado en 1988 por EMI Music. Por otro lado, es el único grabado con el baterista Nigel Durham, luego de la salida de Nigel Glockler en 1987 para participar en el supergrupo GTR. Además, fue el último con el bajista Paul Johnson, ya que luego de finalizar la gira promocional se retiró siendo reemplazado por Nibbs Carter.
Alcanzó la posición 49 en los UK Albums Chart y su promoción estuvo a cargo de los sencillos «Ride Like the Wind» —original de Christopher Cross— y de «I Can't Wait Anymore», que obtuvieron los puestos 52 y 61 en la lista británica de sencillos.

## Lista de canciones
| N.º | Título                        | Escritor(es)           | Duración |  |
| 1.  | «Ride Like the Wind»          | Christopher Cross      | 4:28     |  |
| 2.  | «Where the Lightning Strikes» | Byford, Quinn, Oliver  | 4:19     |  |
| 3.  | «I Can't Wait Anymore»        | Byford, Quinn, Oliver  | 4:24     |  |
| 4.  | «Calm Before the Storm»       | Byford, Quinn, Oliver  | 3:46     |  |
| 5.  | «S.O.S»                       | Byford, Quinn, Oliver  | 6:02     |  |
| 6.  | «Song for Emma»               | Byford, Galfas         | 4:45     |  |
| 7.  | «For Whom the Bell Tolls»     | Byford, Quinn, Johnson | 3:54     |  |
| 8.  | «We Are Strong»               | Byford, Quinn          | 3:56     |  |
| 9.  | «Jericho Siren»               | Byford, Quinn, Johnson | 3:36     |  |
| 10. | «Red Alert»                   | Byford, Quinn, Johnson | 4:34     |  |

## Miembros
- Biff Byford: voz
- Paul Quinn: guitarra eléctrica
- Graham Oliver: guitarra eléctrica
- Paul Johnson: bajo
- Nigel Durham: batería
- Steven Lawes-Clifford: teclados (músico invitado)